# Полигидроксиалканоаты
Полигидроксиалканоаты, ПГА (polyhydroxyalcanoates, PHA) [греч. poly — много, hydr(ogenium) — водород, oxi(genium) — кислород и араб. al-kohl — тонкий сурьмяный порошок, пудра, пыль] — полиэфиры оксикислот, запасные полимеры микроорганизмов (например, Alcaligenes eutrophus, Azotobacter chroococcum, Ralstonia eutropha). Синтезируются в условиях недостатка макро- или микроэлементов, например, азота или фосфора, при наличии источников углерода и энергии. Накапливаются микроорганизмами в виде гранул и расщепляются по необходимости. Обладают широким спектром физико-механических свойств, что позволяет производить из них практически все типы полимерных изделий. Являются хорошей альтернативой традиционным синтетическим полимерам, так как легко разлагаются в окружающей среде.

## Биосинтез
Биосинтез ПГА осуществляют ферменты ПГА-синтазы (PhaC). Важной особенностью этих ферментов является их широкая субстратная специфичность. Они могут катализировать полимеризацию множества различных оксикислот, поэтому разнообразие ПГА поистине огромно. ПГА-синтазы функционируют в виде димеров. В активном центре ферментов находится каталитическая триада цистеина, гистидина и аспаргиновой кислоты. Реакция происходит по следующем механизму: сначала остаток оксикислоты, присоединённый к коферменту А, входит в активный центр. Там происходит нуклеофильная атака карбонильного атома углерода депротонированным остатком цистеина, после чего образуется промежуточное соединение фермента и оксикислоты. Затем в активный центр входит полимер. Его концевая гидроксильная группа атакует карбонильный атом углерода и образует с ним связь, после чего увеличенный на одно звено полимер покидает активный центр.

## Применение
- Производство биодеградируемых пластмасс;
- В медицине, как биосовместимые материалы.

## Разнообразие и перспективы использования
Наиболее распространённый ПГА -  полигидроксибутират, полиэфир 3-гидроксимасляной кислоты. Он обладает довольно слабыми механическим характеристиками: низкой прочностью и слабой способностью к удлинению.  Кроме того, при температуре выше 170С он разлагается, а при комнатной температуре претерпевает перекристаллизацию, из-за чего его свойства меняются. 
Существует огромное множество полигидроксиалканоатов. Они синтезируются из различных оксикислот, объединяющихся в гомополимеры или гетерополимеры со случайной структурой. Строение ПГА зависит от штамма микроорганизма, исходных соединений и условий роста. Из-за большого разнообразия свойств ПГА могут применяться в самых разных областях. 
При помощи методов генной инженерии можно ещё увеличить природное разнообразие полимеров. Можно менять структуру ПГА-синтаз, чтобы получать новые полигидроксиалканоаты с заданными свойствами, или увеличивать активность этого фермента. Можно также регулировать метаболизм микроорганизмов для более эффективного производства продукта. Например, мутанты, лишённые некоторых генов, отвечающих за β-окисление, имеют пониженную способность использовать жирные кислоты в качестве источника энергии, поэтому они не расщепляются, а запасаются в виде ПГА. Перспективным направлением является создание микроорганизмов, способных использовать для роста какие-либо источники загрязнения, например, органические коммунальные отходы, канализационные стоки, нефтяные разливы. 

## Недостатки
Главный недостаток ПГА – их высокая стоимость. Однако эту проблему возможно удастся решить, совершенствуя технологии их производства, получение новых штаммов микроорганизмов. Очень перспективным направлением является создание микроорганизмов, использующих в качестве источника углерода какие-либо виды отходов, например, бытовые органические отходы или канализационные стоки. Это позволит не только дёшево получать ценные материалы, но и ликвидировать загрязнение.
Другой проблемой является то, что многие биополимеры, хорошо разлагаются только в условиях компостирования, то есть при высокой влажности и температуре выше 60С. На полигонах они разлагаются гораздо медленнее, а в холодной морской воде почти не подвержены деградации. Поэтому замены традиционных синтетических полимеров на биоразлагаемые не достаточно для решения проблемы накопления отходов в окружающей среде. Необходимо также модернизировать систему утилизации отходов и повысить уровень сознательности населения. На это потребуется много экономических ресурсов и времени.
Изготавливать oдноразовую упаковку из полигидроксиалканоатов  нецелесообразно, однако использование этих полимеров в других областях очень перспективно. 